# Miniatura
|  | Per a altres significats, vegeu «Miniatura (escacs)». |

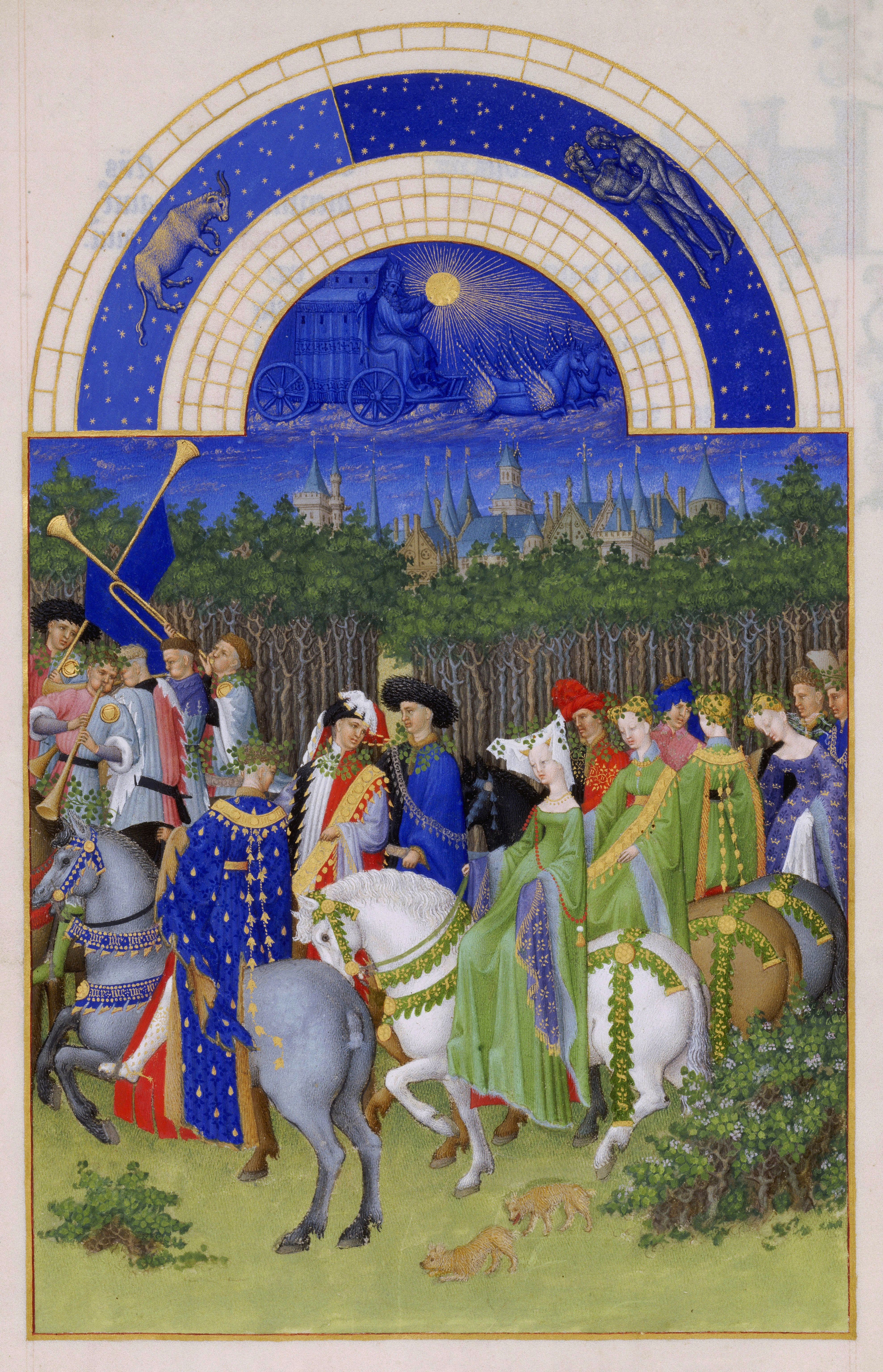
El mes de maig. Pàgina del calendari del llibre Les molt riques hores del duc de Berry, dels germans de Limburg (1411-1416). Museu Condé, Chantilly, França

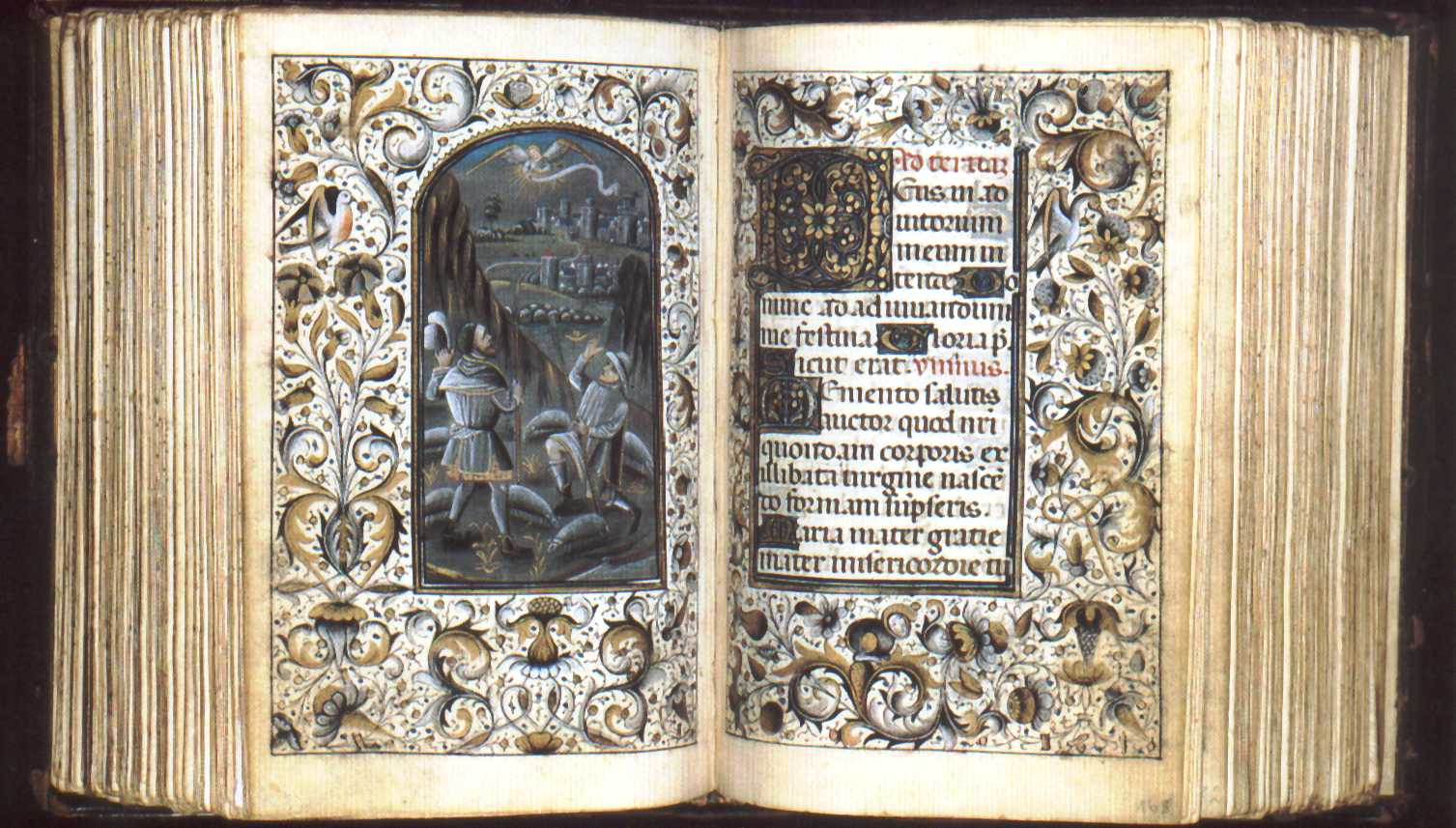
Llibre de les Hores, Borgonya, s.XV

Miniatura és el nom que es donava, inicialment, a les il·lustracions realitzades manualment, amb les quals es complementava amb imatges la informació dels llibres. Amb el desenvolupament de l'art del retrat durant el segle xvi, els retrats de mida reduïda varen rebre també aquesta denominació.
La il·lustració de llibres és una pràctica molt antiga; de fet, el Llibre dels morts de l'antic Egipte, fou compost vers l'any 1900 aC, i constitueix l'exemple més antic tant de llibre com de llibre il·lustrat. Les miniatures en llibres podien ser només decoracions dels marges de la pàgina, o de les lletres o ser composicions que ajudaven a comprendre una narració. Els artistes de les miniatures de l'antiguitat són autors desconeguts, mentre que en l'època que la miniatura-retrat va estar de moda, els autors van ser artistes molt valorats i coneguts.
Amb l'aparició de la tècnica de la impremta i de les imatges per estampació l'ús de miniatures va caure en desús.

## Origen del terme
El terme miniatura deriva de mini, un òxid de plom de color vermell que s'utilitzava com a component de la tinta fonamental que es va començar a emprar per a la il·luminació dels còdexs manuscrits en lletres capitals, marges i, posteriorment, amb l'evolució de la il·lustració medieval, en representacions de gran colorit i complexes composicions. Un altre material emprat per fixar el color era una sal d'alumini, en llatí alūmen, terme del qual es creu que deriva la paraula alluminare d'on va sorgir il·luminar referit a afegir imatges als llibres i també l'expressió manuscrit il·luminat.

## Els manuscrits il·lustrats

### Evolució històrica
La il·lustració de manuscrits es va iniciar en l'antic Egipte, cap al 2000 aC, amb el denominat Llibre dels morts, que consisteix en uns rotlles de fulls de papirs amb escriptura jeroglífica i figures o escenes pintades al·lusives al tema de la vida després de la mort. En aquesta època es tractava de miniatures realitzades per encàrrec de faraons, nobles o sacerdots, i contenien oracions i instruccions sobre com haurien de comportar-se els difunts en el més enllà. S'hi representaven els moments més importants del ritual d'enterrament, embalsamament, la pesada simbòlica de l'ànima, i la presentació davant Osiris.
Els mestres d'Alexandria, probablement s'inspiraren en la tècnica d'aquests rotllos il·lustrats en copiar els manuscrits destinats a la gran biblioteca, fins i tot per a la possible versió miniada de l'Antic Testament, traduït a Alexandria, de l'hebreu al grec, així com els redactors de manuscrits miniats romans d'Orient posteriors.
Altres autors consideren que l'autèntic desenvolupament de l'art de les miniatures es va iniciar entre els segles II i IV, amb l'aparició dels llibres de pergamí, ja que la superfície plana dels fulls d'un llibre, a diferència de la superfície corba d'un rotllo de papir, afavoria la perdurabilitat dels pigments que deixaven de patir les esquerdes del plegament del rotllo.El gruix de les pàgines d'aquests primers llibres era superior al dels actuals de paper i depenia del tipus d'animal del qual s'havien extret. El llibre manuscrit amb miniatures fet en pergamí més gros que es coneix és el Còdex Gigas fet el 1229 a Bohèmia, pesa 75 kg, té 92 cm d'alçada, 50 cm d'ample i 22 cm de gruix.
L'art de pintar miniatures i d'il·lustrar els llibres va tenir una funció rellevant en el desenvolupament de la pintura romànica i gòtica, així com en altres etapes de la història de la pintura. A la segona meitat del segle iv per primera vegada van aparèixer les decoracions geomètriques i des del segle vi les figures animals i es van començar a destacar les lletres inicials.
Els textos més miniats van ser llibres de la Bíblia: el Gènesi, l'Evangeliari i el Llibre dels Salms. L'Apocalipsi no va ser acceptat com a llibre sagrat fins al segle ix i a partir de llavors també va ser un dels textos preferits per il·lustrar. Un altre tipus de textos van ser els bestiaris que, amb finalitat científica, incloïen imatges d'animals; el més antic és el Physiologus. Un altre tipus de textos eren els d'astronomia i astrologia que acostumaven a anar amb miniatures; els textos alquímics, els tractats de medicina i els herbolaris. Un altre tema que va atreure els creadors de llibres il·lustrats va ser la història; el més antic d'aquest tipus es creu que és el Liber ad honorem Augusti (1196) de Pietro d'Eboli, que tracta sobre la conquesta del sud d'Itàlia i Sicília per part d'Enric VI.

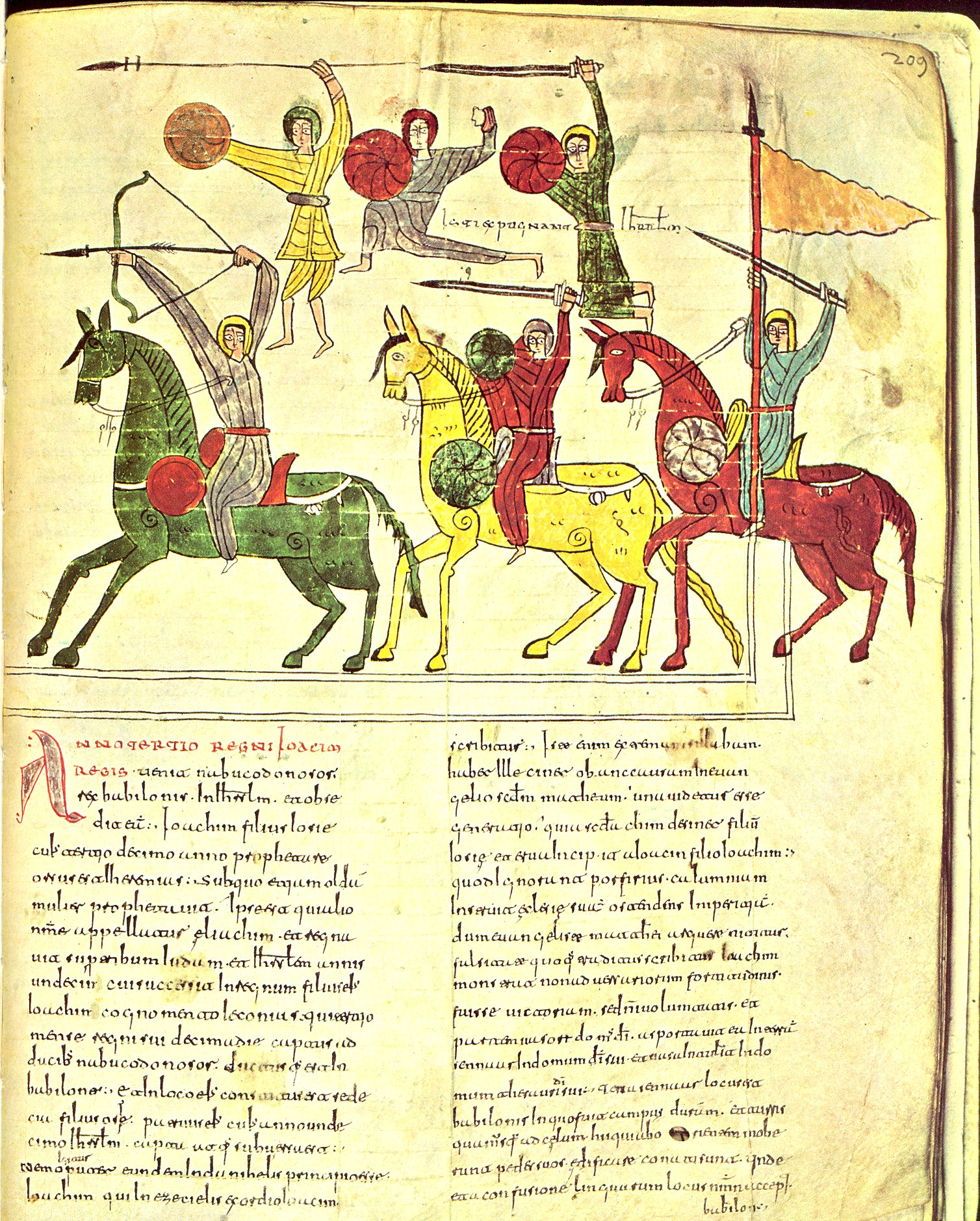
Beatus d'Urgell, Assetjament i presa de Jerusalem per Nabucodonosor, pergamí il·luminat del Llibre de Jeremies, vers 975. La Seu d'Urgell, Catalunya

Mentre que a l'edat mitjana els monestirs tenien l'exclusivitat de la creació de miniatures i els seus autors n'eren anònims, a partir de l'època carolíngia alguns autors comencen a ser coneguts i, més endavant, les universitats de París i Bolonya comencen a crear artistes seculars, però és a partir del segle xiii que es dona importància al nom de l'autor, i en el renaixement esdevé ja imprescindible saber qui eren. Cal esmentar: Jan van Eyck i Andrea Mantegna.
Els grans noms de l'art de les miniatures i els llibres il·lustrats estan vinculats als tallers d'il·lustradors francesos o flamencs com Jean de Poucelle, Jaquemart d'Hesdin o els germans de Limburg; i a pintors toscans com Simone Martini i d'altres. Durant l'etapa de la pintura gòtica, els llibres són obres que faciliten l'intercanvi cultural i, conseqüentment, la difusió dels corrents artístics per les corts i altres centres artístics de tot Europa. Són justament destacats llibres com el Breviari de Felip el Bell, el Saltiri de sant Lluís, el Saltiri de la reina Maria i molt especialment el llibre de Les molt riques hores del duc de Berry, dels germans de Limburg, conservat al Museu Condé de Chantilly (França).
A l'estat espanyol, els manuscrits il·lustrats més antics daten del segle xi en el primer romànic: són la Bíblia de Ripoll, procedent del monestir de Ripoll i la Bíblia de Sant Pere de Roda, procedent de l'antic monestir de Sant Pere de Rodes. Ambdós monestirs es troben a Catalunya, però els llibres actualment estan: el primer a la Biblioteca Vaticana i el segon a la Biblioteca Nacional de París. Un dels principals estudiosos de la miniatura hispànica fou el bibliotecari Jesús Domínguez Bordona.
Altres llibres il·lustrats procedents dels antics regnes de la península Ibèrica són:
- Liber Testamentorum, de la catedral d'Oviedo, realitzat al segle xii per encàrrec del bisbe Pelayo, amb extraordinàries miniatures executades ocupant l'extensió de tota la pàgina, amb una completa gamma de color i abundants afegits d'or i plata.

- La col·lecció de còdexs de les obres d'Alfons el Savi, plenes d'escenes narratives sobre temes variats, constitueix un valuós testimoni de la seva època.

### Tipologia segons els espais

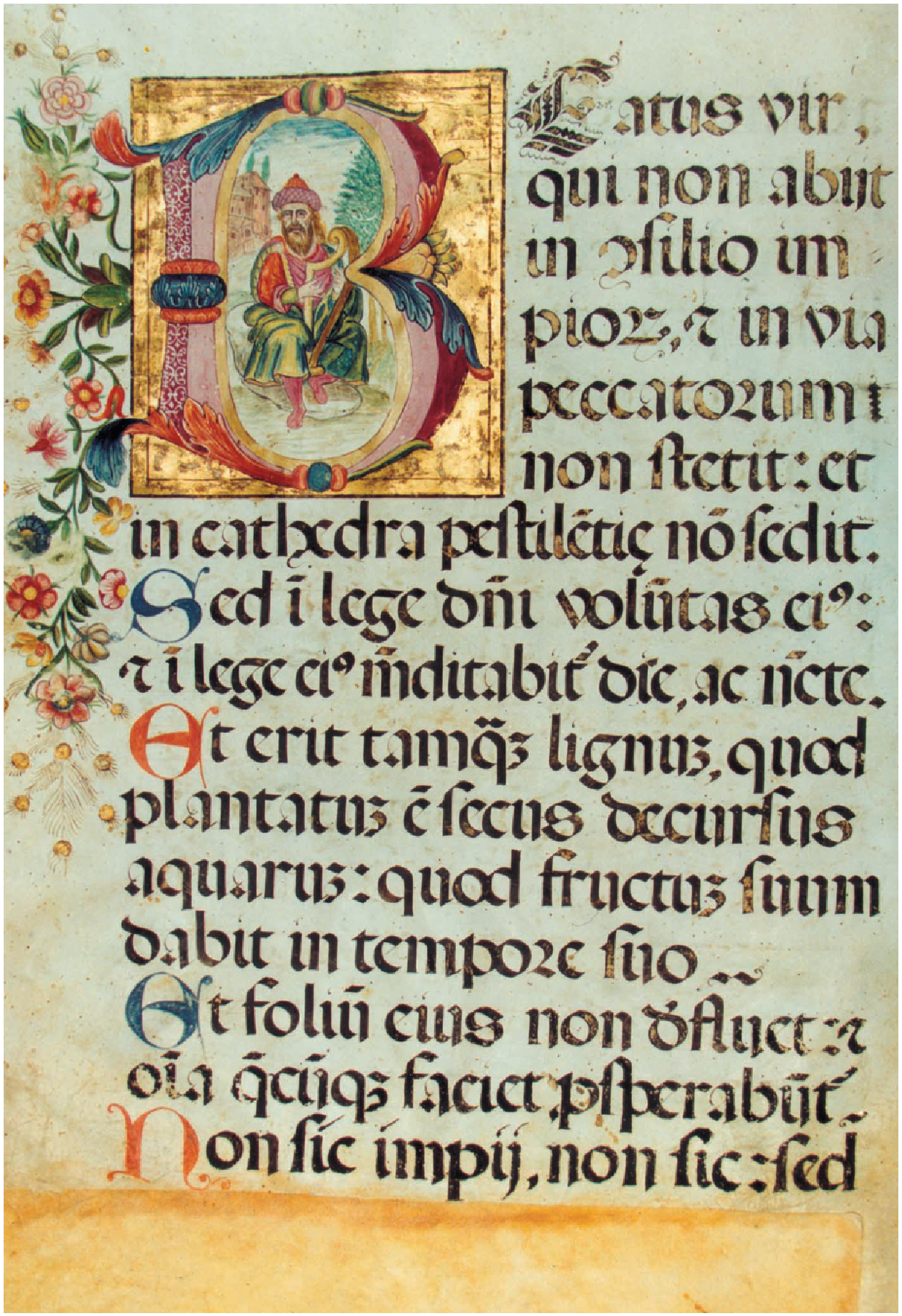
Exemple de miniatures decorant la lletra majúscula inicial d'un text i els marges al seu voltant, en un llibre de salms del.

Les miniatures en llibres es poden trobar en diferents llocs:
- Escenes il·lustrades:
  - pàgines interiors,
  - inserida entre dos paràgrafs o per separar capítols,
  - als marges del text.
- Composicions decoratives
- Bandes laterals
- En cartutx: ornament en forma de caixa amb les vores arrodonides, destinada a acollir una inscripció en el seu interior.
- Frontispici: composició que està a la primera pàgina d'un llibre.
- Fi de línia: motiu ornamental de la mateixa llargada i alçada que les lletres, destinat a omplir l'espai buit fins al final de la línia.
- Senyal de paràgraf: quan el text està ininterromput es ficava un dibuix per omplir l'espai, que havia de ser senzill i estereotipat, entre dos paràgrafs o dues estrofes del text original.
- Grotescs: als marges dels textos i a peu de pàgina dels manuscrits del gòtics tardà, entre plantes i criatures de somni, potser menys monstruoses que còmiques. El terme grotesc va sorgir al segle xv a Roma quan uns nois es van escolar entre les runes de la Domus Aurea, el palau de Neró, i van trobar fragments de pintures al fresc dels seus murs, que representaven éssers mitològics i entorns naturals. El palau estava tan deteriorat pel pas dels anys que més semblava una cova que la residència d'un emperador i la gent va començar a dir que allò eren pintures grotesques, derivat de la paraula italiana grotta que vol dir «cova».
- Inicials:
  - Lletres simples: el seu estudi és compartit per esteticistes i paleògrafs.
  - Lletres grans: ocupant un espai ample, la majoria pintades en or, sobre un fons de color, amb motius de decoració estereotipats
  - Lletres habitades: lletres majúscules entre les quals s'ha inserit el dibuix de plantes i personatges, fins i tot en alguns casos es tracta d'escenes pròpiament dites.
  - Lletres de síntesi, quan és la decoració la que dissenya la lletra.
  - Lletres històriques: escenes narratives ocupant els espais lliures de la lletra.
- Símbols diversos: no són miniatures pròpiament dites, però tenen un valor estètic que es mereix un lloc en la classificació per la seva funció estètica.
- Símbols de la paginació

Cal esmentar els esborranys incomplets que s'han conservat, pintats només amb tinta diluïda al segle xiii o amb carbonet, abans de passar pel moment de la coloració.

## L'art dels retrats en miniatura

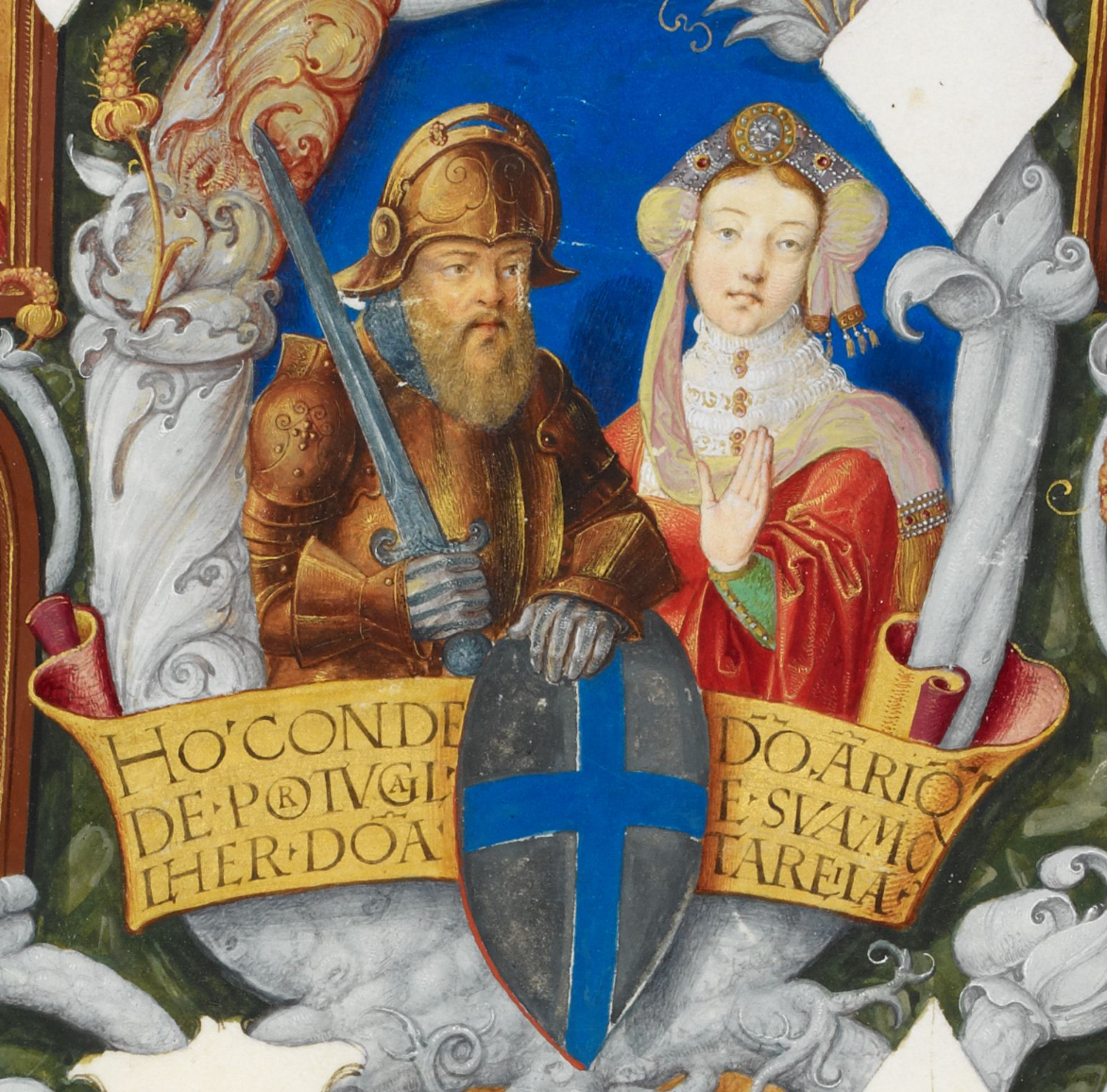
Retrat en miniatura sobre porcellana d'Enric comte de Portugal i la seva esposa Teresa.

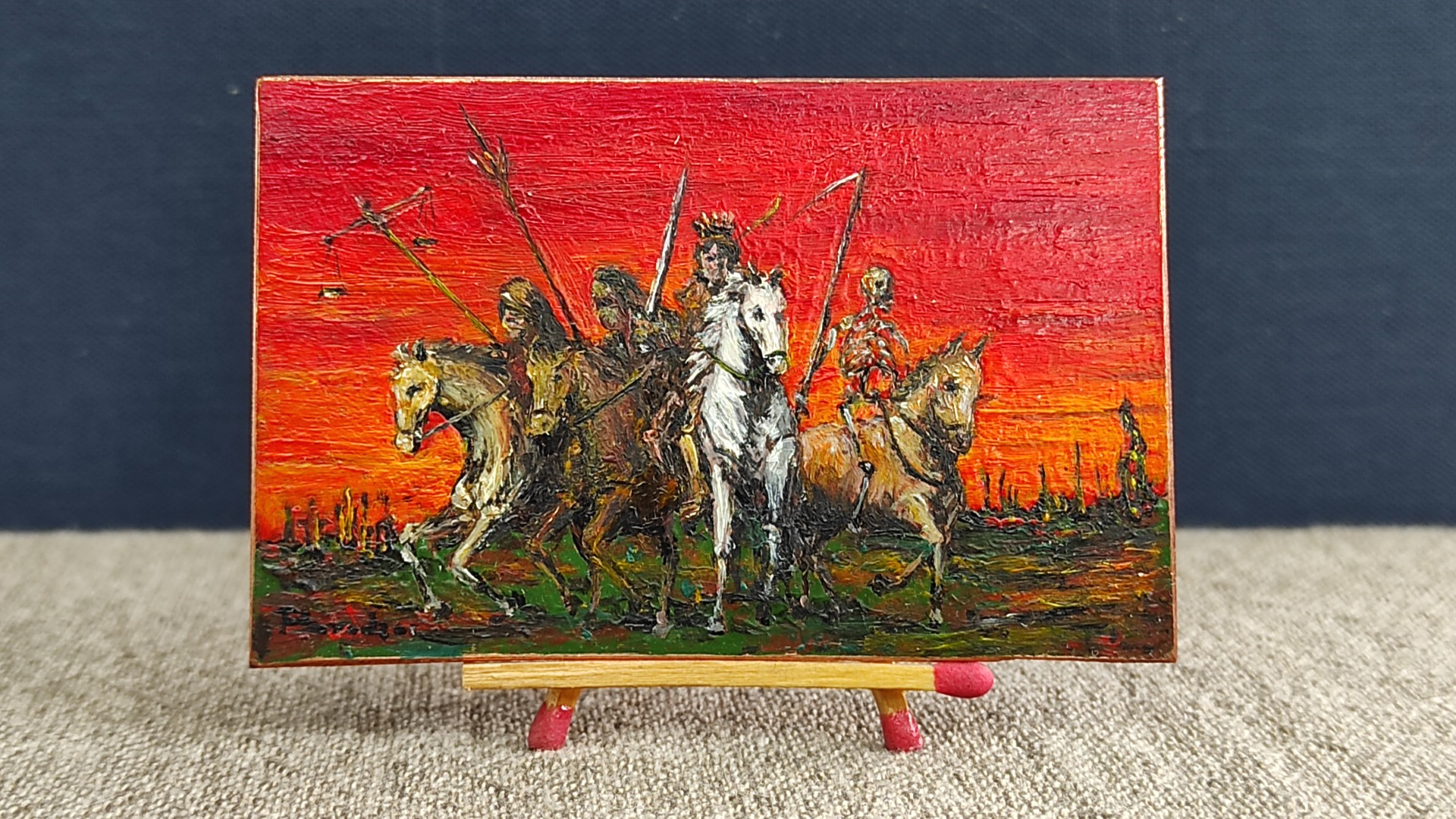
Quatre genets de l'Apocalipsi en miniatura de Paweł Brodzisz a l'oli i resines alquídiques sobre el coure i conservat a la col·lecció permanent del el Museu d'Art Professional en Miniatura Henryk Jan Dominiak de Tychy.

Els retrats en miniatura, així com altres gèneres en miniatura (escenes cortesanes, paisatges...), es van desenvolupar a partir del segle xvi. Consistien en retrats o petits quadres encaixats en diversos objectes com ara medallons, rellotges de sobretaula, joiers o altres objectes similars. El marc dels retrats, sovint és un medalló ovalat.
Aquest nou tipus de pintura en miniatura es realitzava amb una gran varietat de tècniques pictòriques com: 
- oli sobre coure, estany, esmalt vori,
- aquarel·la sobre pergamí o cartolina o, des del segle xviii, sobre vori i vitel·la.

Grans pintors com Goya i Fragonard van fer dels retrats en miniatura una faceta més de la seva activitat. Hi va haver pintors que es van dedicar a aquest art gairebé en exclusivitat. Al segle xix, amb el desenvolupament de la fotografia, es va iniciar la decadència d'aquest art.
- A Anglaterra, es va desenvolupar com una forma o tècnica independent de la resta de la pintura, a partir de l'obra de pintors com Holbein el Jove, Isaac Oliver i S. Cooper, el qual va aconseguir, en aquest art, la perfecció.

- A França, hi van tenir rellevància pintors com J. Petitot, que retratà en forma exquisida el rei Lluís XIV i els personatges de la cort, així com Jacques Augustin o J.-B. Isabey en l'etapa de Napoleó.

- El retrat ovalat de l'arxiduc Carles d'Àustria (pretendent al tron d'Espanya quan la Guerra de Successió), obra de Pere Crosells, destaca en la producció del Regne de València, que va ser un dels que van prendre partit per ell.

## Tècniques
La tècnica base de la miniatura és la tempera, és a dir, la dispersió d'un pigment o d'una laca en una substància aglutinant que permet al color adherir-se al suport o a la preparació. Els pigments són substàncies generalment minerals, químicament inerts, que necessiten un adhesiu per romandre enganxats al seu lloc en un dibuix. Les laques són, en canvi, substàncies vegetals (de component líquid) tractades amb alum per permetre la seva preparació com a pigment sòlid. Molt més rar és l'ús de colorant aplicat directament. Els colors es barrejaven poc i, quan es feia, la mescla no era total: l'artista treballava "to sobre to", sobre una primera capa gairebé eixuta, i jugava amb els aglutinants per obtenir-ne tonalitats d'un mateix pigment. Per fer ombres s'emprava la tècnica de la "tinta de rentat", que consisteix a emprar tinta molt diluïda per crear la sensació d'ombres. A partir del segle xv, amb l'aparició del guaix, cada silueta que s'anava a acolorir es definia per un contorn ocre realitzat amb la punta del pinzell.
En els marges de les pàgines dels manuscrits, era freqüent que s'incloguessin diferents motius ornamentals; els més coneguts són els dibuixos que realcen les lletres capitals o els que separen les columnes de text mitjançant motius que representen arquitectures fingides, arabescs i tiges amb formacions vegetals i fulles que s'enrosquen pels marges de les pàgines.

## L'art de les miniatures en diferents èpoques
El següent quadre descriu les característiques que van diferenciar les miniatures en diferents llocs i èpoques històriques. Cal tenir present que totes les divisions d'edats de la història de l'art són problemàtiques i controvertides, ja que no són diferències que es donin exactament a tot arreu i en el mateix moment.
| L'art de les miniatures fora d'Occident                                                                                          | | |
| Imatges | Etapa o estil: | Punts clau |
| Decoració d'un salm hebreu en un manuscrit del s.XIV                                                                             | En la cultura hebrea | *Abraham ben Judah ibn Hayym * micrografia |
| Decoració d'un salm hebreu en un manuscrit del s.XIV                                                                             | Les rígides disposicions de la religió del hebreus fan que les representacions de la divinitat quedessin amagades als ulls de persones inexpertes i només fossin aptes per als rabins. A la pràctica, però, només en àmbits circumscrits de llibres litúrgics particulars s'evitava la decoració. En qualsevol cas cal tenir present que, a diferència del sistema occidental, el text està completament separat de les imatges. El desenvolupament de la miniatura hebraica va tenir lloc en ambients diferents dels tradicionals centres de copistes i a causa de les obvies dificultats lingüístiques, l'escriba havia de ser jueu. Al segle xv Abraham ben Judah ibn Hayym va elaborar un text amb miniatures en llengua portuguesa escrita amb caràcters hebreus. La realització de la decoració del text es va fer a banda emprat mètodes adaptats a aquesta peculiar manera d'escriure. El principal mètode és la micrografia, consistent en l'escriptura de paraules molt petites formant una imatge, com si es tractés de cal·ligrames, que pot representar: unes flors, animals o figures humanes. Òbviament el tema del text influïa sobre la miniatura. A més dels textos religiosos també s'han trobat miniatures en contractes matrimonials, almenys fins al segle xviii. Un altre mètode que feien servir els hebreus consistia en realçar amb or les parts interiors de la primera paraula del text. | *Abraham ben Judah ibn Hayym * micrografia |
| Decapitació d'un rei, miniatura feta per BihzadCalila i Dimna                                                                    | En la cultura persa | *Bihzad *Reza Abbasi *àlbums |
| Decapitació d'un rei, miniatura feta per BihzadCalila i Dimna                                                                    | L'art persa té una llarga tradició en l'ús de miniatures. Generalment ocupen l'amplada de tot un full i van separades del text fins al punt que es poden apartar i col·leccionar en un àlbum, però a diferència dels àlbums d'aquarel·les occidentals, les miniatures no tenen títol o explicació a peu de la imatge. Reza Abbasi (1565 - 1635) és considerat un dels més famosos miniaturistes perses, el qual va mostrar preferència pels motius decoratius inspirats en la natura. Les obres conservades es troben principalment en museus occidents: Smithsonian Institution, Museu del Louvre i Metropolitan Museum of Art. Després de la conquesta de Bagdad pels mongols el 1258, el centre espiritual del món islàmic va passar a Pèrsia, i es van fondre els estils islàmic i persa. L'art del llibre persa va aconseguir el seu clímax en la primera meitat del segle xv, quan es va perfeccionar com a resultat d'estretes relacions comercials amb la Xina, influïda per l'art de la dinastia Ming. Durant el regnat dels safàvides la il·luminació va experimentar un nova rellevància. | *Bihzad *Reza Abbasi *àlbums |
| Pàgina de l'Alcorà procedent de l'Àndalus, s.XII, Universitat de Washington (EUA)                                                | En la cultura islàmica | *decoració de lletres *marges |
| Pàgina de l'Alcorà procedent de l'Àndalus, s.XII, Universitat de Washington (EUA)                                                | En la religió islàmica la representació de figures humanes està prohibida i les il·lustracions es van concretar al començament en la decoració de la cal·ligrafia dels versos corànics. A mitjan segle xvi també es van fer miniatures per decorar els marges, amb de belles sanefes de formes geomètriques i vegetals. El text il·lustrat més antic que s'ha pogut datar és un tractat astronòmic de l'any 1009, titulat Kitab al-Suwar Kawākib al-Thabita. La major part de les miniatures conservades en llibres islàmics, pertanyen però al segle xiii. La il·luminació islàmica no va conèixer la perspectiva lineal, sinó només la perspectiva de significat. No va ser fins que l'art europeu del segle xvii exerceix una influència creixent, que no van començar a fer servir el recurs estilístic de l'ombra.L'ús del color era simbòlic i no sempre corresponia a la realitat.El Calila i Dimna és un llibre de rondalles perses escrit en àrab. | *decoració de lletres *marges |
| Pàgina del llibre Els proscrits del pantà, manuscrit xinès del segle xv                                                          | Miniatures de l'extrem orient | * |
| Pàgina del llibre Els proscrits del pantà, manuscrit xinès del segle xv                                                          | Els xinesos van ser els primers en fer servir el paper com a suport per a l'escriptura i també van fer servir miniatures per decorar els textos. Aquesta tècnica que ells dominaven al segle VIII va passar fer-la servir els àrabs al segle xii i entre el XIII i XIV es va introduir a Europa, on va substituir tots els altres materials al segle xv. Les seves il·lustracions, eren fetes preferentment amb la mateixa tinta que feien servir per escriure, sense fer servir els pigments que van donar nom a la miniatura, motiu pel qual alguns autors no consideren que les il·lustracions xineses i japoneses siguin miniatures pròpiament dites. A extrem orient van ser pioners en la tècnica de la xilogafia, que al segle ix va substituir les altres formes d'il·lustrar. | * |
| L'art de les miniatures a Occident                                                                                               | | |
| Imatges | Etapa o estil: | Artistes, llibres o miniatures o destacades |
| El papir del conductor del carro, segle v, Egypt Exploration Society, Londres                                                    | Les miniatures a l'edat antiga | Obres: Llocs: Alexandria Roma |
| El papir del conductor del carro, segle v, Egypt Exploration Society, Londres                                                    | il·lustracions sobre pergamí de temes èpics relacionats amb la mitologia grega i romana: Llibre dels morts El papir del conductor del carro (s.V, egipci) Ilias Picta (s.V, grec, tema: la Il·líada) Physiologus (s.II, grec) Vergilius Augusteus (s.V, cultura romana, tema: l'Eneida) Vergilius romanus (s.V, cultura romana) Dioscòrides de Viena (inicis del s.VI, grec, tema:animals i plantes) | Obres: Llocs: Alexandria Roma |
| Basili I en la Crònica de Joan Escilitzes                                                                                        | Miniatures romanes d'Orient | Llibres: * Gènesi de Viena *Escilitzes de Madrid * Crònica de Constantí Manasses                                                                    |
| Basili I en la Crònica de Joan Escilitzes                                                                                        | Es parla d'una escola romana d'Orient perquè va ser en la cultura de l'Imperi Romà d'Orient que van sorgir els primers monestirs, en alguns dels quals l'elaboració de llibres era una tasca tant important com la de resar i aquesta pràctica que va trencar amb la temàtica anterior (els llibres èpics) va ser imitada al llarg de tota l'edat mitjana per monestirs d'Europa. Va néixer la consciència per transmetre el saber a les generacions futures i presentar el contingut afegint miniatures. El tema principal eren els cronicons, els quals solien començar per la creació del món segons la tradició cristiana i acabaven narrant els esdeveniment dels regnats de cada emperador. Destaca el Gènesi de Vienai el Codex Rossanensis, Codex Sinopensis de temàtica religiosa. Alguns textos d'aquesta època que es conserven són còpies d'èpoques posteriors com l'Escilitzes de Madrid o la Crònica de Constantí Manasses. | Llibres: * Gènesi de Viena *Escilitzes de Madrid * Crònica de Constantí Manasses                                                                    |
| Els símbols dels evangelistes, pergamí d'origen irlandès, segle viii, Stiftsbibliothek, St. Gallen, Suïssa                       | Miniatures de l'alta edat mitjana | Llocs: *monestirs irlandesos * escola palatina (Aquisgrà)                                                                                           |
| Els símbols dels evangelistes, pergamí d'origen irlandès, segle viii, Stiftsbibliothek, St. Gallen, Suïssa                       | En els monestirs irlandesos, entre els segles VII i IX, es va difondre un tipus de decoració molt refinada basada en l'entramat de fullatge i de figures estilitzades, organitzades en complexos esquemes geomètrics. La major part de les representacions humanes, quan estaven presents eren de natura sacra però sense relació directa amb la narració. La miniatura carolíngia va sorgir per promoció dels emperadors francs que van crear l'escola palatina, en la qual hi havien copistes elaborant llibres amb miniatures de gran qualitat. Els carolingis van ser els primers en il·lustrar biografies de sants. Es creu que Raban Maur fou l'autor de Rerum Natura. | Llocs: *monestirs irlandesos * escola palatina (Aquisgrà)                                                                                           |
| Copista de llibres. Manuscrit medieval del segle xi                                                                              | Miniatures romàniques | Artistes: Llibres: Obres: Llocs |
| Copista de llibres. Manuscrit medieval del segle xi                                                                              | Elements d'estil característics del romànic són: el traç continu, una distribució clara de figures i simetria ornamental. En els manuscrits i missals medievals, les miniatures consistien en petites figures o escenes que representaven diversos temes, així com diferents ornaments en els marges dels fulls. Freqüentment, eren composicions encaixades en les lletres inicials o dibuixos separant les columnes de text, formant composicions com: arquitectures pintades, arabescs, greques o motius vegetals enroscats en els marges i altres llocs de la pàgina. En els manuscrits i llibres il·lustrats de l'edat mitjana, les miniatures consistien en dibuixos de personatges, inclosos o no en escenes sobre composicions, les quals, si s'esqueia, representaven diversos temes propis de la seva etapa històrica, com els temes de caràcter sacre, similars als que omplien els vitralls de les catedrals i esglésies en l'art romànic i en el primer art gòtic. | Artistes: Llibres: Obres: Llocs |
| L'Alegria i la Joia inicien una dansa, en un manuscrit del Roman de la Rose, s. XIV, Biblioteca Bodleian, Oxford (Anglaterra)    | Miniatures gòtiques | Llibres: * Salteri de sant Lluís * Breviari de Felip el Bell * Salteri de la reina Maria * Les molt riques hores del duc de Berry                   |
| L'Alegria i la Joia inicien una dansa, en un manuscrit del Roman de la Rose, s. XIV, Biblioteca Bodleian, Oxford (Anglaterra)    | Durant l'etapa gòtica, les miniatures i els llibres il·lustrats foren objectes que facilitaren l'intercanvi cultural i, conseqüentment, la difusió dels corrents artístics per les corts de tot Europa. El seu art fou elitista, reflecteix el gust de la noblesa cortesana pels detalls elegants i delicats, la qual cosa es conjuga amb la profusió de temes profans, extrets de la literatura de l'època, caracteritzada per l'exaltació del femení en la poesia i dels valors de la cavalleria en la novel·la. En l'ordre estrictament pictòric, les miniatures gòtiques van abandonar progressivament la rigidesa pròpia de la pintura romànica, per acabar adoptant un decidit naturalisme, fruit de la influència de la pintura italiana del Trescento. La cort del rei de França i la cort dels papes d'Avinyó, o la cort dels reis de Bohèmia a Praga i la cort del duc de Berry a França van ser els principals centres de producció i difusió d'aquest estil, que culminarà en les brillants escenes cortesanes dels llibres de les hores de mitjans del segle xiv. | Llibres: * Salteri de sant Lluís * Breviari de Felip el Bell * Salteri de la reina Maria * Les molt riques hores del duc de Berry                   |
| Clòvio: pàgina del Missal del cardenal Pompeo Colonna, vers 1532. Biblioteca Universitària John Rylands, Manchester (Anglaterra) | Miniatures renaixentistes | Artistes: Giulio Clovio (1498-1578) |
| Clòvio: pàgina del Missal del cardenal Pompeo Colonna, vers 1532. Biblioteca Universitària John Rylands, Manchester (Anglaterra) | Al final del període gòtic, ja al llindar del renaixement o edat moderna, els manuscrits il·lustrats s'omplen de temes civils, profans i galants, i aconsegueixen la seva màxima esplendor amb un nivell de qualitat excel·lent i una àmplia difusió internacional, principalment en les corts de la noblesa europea. A partir del segle xvi, l'auge de la impremta sembla restar protagonisme a aquest tipus de costoses creacions. L'últim gran mestre il·luminador va ser Giulio Clovio, de mitjan segle xvi. | Artistes: Giulio Clovio (1498-1578) |
| Samuel Cooper: retrat en miniatura inacabat d'Oliver Cromwell                                                                    | La pintura en miniatura | Artistes: *Francisco de Goya *Fragonard *Holbein el Jove *S. Cooper *I. Oliver *J. Petitot *J. Augustin *J. B. Isabey *Pere Crosells *Marià Fortuny |
| Samuel Cooper: retrat en miniatura inacabat d'Oliver Cromwell                                                                    | Els retrats, sovint emmarcats per un medalló ovalat, les escenes cortesanes i altres composicions en miniatura consisteixen en petits quadres encaixats en diversos objectes com: medallons, rellotges de sobretaula, capses per a joies o altres objectes semblants. Alguns grans pintors van fer retrats en miniatura, com una faceta més de la seva activitat. Altres pintors s'hi dedicaren gairebé en exclusivitat. A Anglaterra, es desenvolupà com una forma o tècnica independent de la resta de la pintura. Al segle xix, amb la fotografia, s'inicià la decadència d'aquest art. A València, destaca el retrat ovalat de l'arxiduc d'Àustria (rei Carles III) del segle xviii, obra de Pere Crosells. | Artistes: *Francisco de Goya *Fragonard *Holbein el Jove *S. Cooper *I. Oliver *J. Petitot *J. Augustin *J. B. Isabey *Pere Crosells *Marià Fortuny |